# Conferenza delle Nazioni Senza Stato d'Europa Occidentale
La Conferenza delle Nazioni Senza Stato d'Europa Occidentale, in sigla CONSEU, è un'organizzazione internazionale non governativa che si propone come forum di dibattito e riflessione a cui partecipano organizzazioni politiche, culturali e civiche interessate a promuovere un'Europa occidentale rispettosa delle diversità nazionali con particolare attenzione alle nazioni senza Stato. Da non confondersi con l'Organizzazione delle nazioni e dei popoli non rappresentati di tutto il mondo (UNPO).

## Obiettivi
- Promuovere il riconoscimento delle diverse sensibilità delle nazioni senza stato d'Europa e dei loro diritti collettivi.
- Scambiare esperienze scaturite dalle diverse realtà delle nazioni senza stato d'Europa.
- Proporre formule di collaborazione tra le diverse organizzazioni che fanno parte del CONSEU nel pieno rispetto dell'indipendenza di ogni organizzazione e in spirito di solidarietà e collaborazione.
- Formulare delle proposte concrete da presentare alle istituzioni europee.
- Sostenere iniziative per la protezione dell'identità culturale delle nazioni senza stato d'Europa.
- Sostenere le organizzazioni che nel loro contesto statale soffrono discriminazioni o aggressioni a causa del loro impegno per i diritti collettivi del loro popolo.